# Alexandr Cerdanțev
Alexandr Cerdanțev (în rusă Александр Черданцев; n. 12 noiembrie 1931, Novokuznețk, RSSF Rusă) este un arhitect sovietic/rus, autor al proiectelor mai multor clădiri cu scop administrativ din RSS Moldovenească.

## Biografie
A absolvit în anul 1955 cursurile Institutului de Ingineri-Constructori „Kuibîșev” din Novosibirsk, desfășurându-și apoi activitatea profesională în diverse orașe ale Rusiei.
În anul 1965, se stabilește la Chișinău (capitala RSS Moldovești). El este autorul mai multor proiecte arhitecturale din RSS Moldovenească, dintre care menționăm următoarele:
- Centrul Comercial și Hotelul turistic din Tighina.
- blocurile de studii ale Universității de Stat din Chișinău.
- Monumentul lui Karl Marx și Friedrich Engels din Chișinău (1976), instalat în fața clădirii Comitetului Central al Partidului Comunist al RSSM.
- Clădirea Comitetului Central al Partidului Comunist al RSSM (1976) (azi clădirea Parlamentului Republicii Moldova) din Chișinău.
- Clădirea Institutului de Istorie a Partidului Comunist al Moldovei (1980) (astăzi clădirea Ministerului de Justiție) din Chișinău.